# Роден край (1933)
„Роден край“ Периодическо списание за култура и просвета е българско списание, излязло в 1933 година в София, България.
Списанието е издание на чителище „Роден край“ в Гевгелийската махала. Издава го редакционен комитет, начело с Кирил Манасиев. Печата се в печатница „Рила“. Списанието съдържа обществено-исторически статии, статии за читалищното дело, стихотворения и рецензии. Заявява, че „ние ще се учим от средата, за да можем да учим средата“.